# Campionati dell'Unione Pedestre Italiana 1901
I IV campionati dell'Unione Pedestre Italiana si tennero a Torino il 15 settembre 1901. Le gare di corsa brevi si svolsero, come per l'edizione precedente, presso il motovelodromo di Corso Dante, mentre le gare di corsa e marcia di 35 km si disputarono sul percorso Torino-La Loggia-Carignano e ritorno. Il programma era uguale a quello dell'edizione del 1900.

## Risultati
| Specialità   | Oro                                    | Prestazione | Argento                                       | Prestazione   | Bronzo                                          | Prestazione   |
| 100 iarde    | Gaspare Torretta SEF Mediolanum        | 10"1/5      | Alfredo Ratti Società Ginnastica Roma         | a mezzo metro | Guido Botto Sport Club Audace Torino            | a mezzo metro |
| Miglio       | Mario Nicola Sport Club Audace Torino  | 4'42"2/5    | Abramo Ghezzi Club Podistico Milano           | a 100 metri   | Annibale Galmozzi Nicolò Barabino Sampierdarena | a 10 metri    |
| 35 km        | Giacinto Volpati Club Podistico Milano | 2h24'16"    | Francesco Stobbione 1º Reggimento bersaglieri | 2h27'27"      | Francesco Gila Atalanta Torino                  | 2h43'09"      |
| Marcia 35 km | Giovanni Spada Atalanta Torino         | 3h37'58"    | Costantino Scalero Sport Club Audace Torino   | 3h48'39"      | Ernesto Conti SEF Mediolanum                    | 3h52'08"      |